# Karazee
De Karazee of Karische Zee (Russisch: Ка́рское мо́ре) maakt als randzee deel uit van de Noordelijke IJszee, ligt ten noorden van Siberië, en wordt begrensd door de Karische Poort en de archipel Noordland. Ten oosten van de Karazee ligt de Laptevzee en ten westen de Barentszzee. Met de Barentszzee is ze onder andere verbonden via de Karische Poort ten zuiden van Nova Zembla en met de Laptevzee via de Straat Vilkitski.
De naam Kara betekent zwart, onherbergzaam en noord, in de Turkse talen, waartoe de taal van de Jakoeten (het volk dat ten zuiden van de zee woont) behoort. Turkse volkeren hadden gewoonte om geografische objecten namen te geven aan de hand van de ligging. De Ottomanen noemden de zee die ten noorden van hun land lag (de Zwarte Zee), dan ook Kara Deniz.
De zee is ongeveer 1.450 kilometer lang en 970 kilometer breed. De gemiddelde diepte is 110 meter. De Karazee wordt van vers water voorzien door de rivieren de Ob (met de Obboezem), de Jenisej, de Pjasina en de Taimyra, waardoor haar zoutgehalte variabel is.
De belangrijkste havens zijn de Novy Port en Dikson en het is een belangrijke visgrond, ondanks dat de zee tien maanden van het jaar is dichtgevroren. Er zijn mogelijk oliereserves of aardgas in de grond, maar dit moet nog bevestigd worden. Begin 2011 tekenden de oliemaatschappijen Rosneft en British Petroleum een overeenkomst om samen naar olie en gas te zoeken in dit gebied. 
Er zijn nog altijd twijfels over hoeveel nucleair afval er door de Russen in de zee is gedumpt en welk effect dit zou hebben op de flora en fauna.

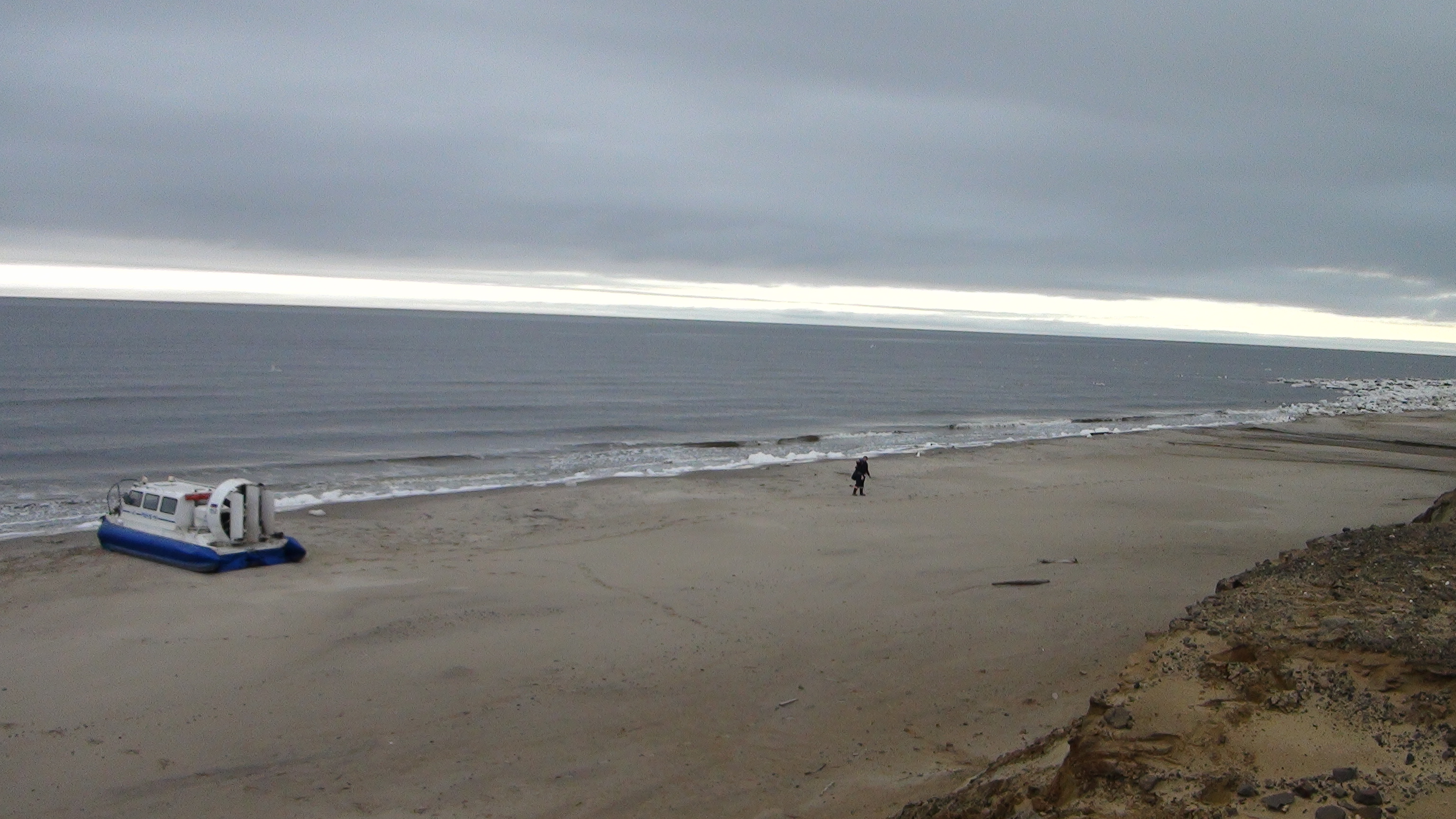
De hovercraft Hivus-10 aan de oevers van de Karazee

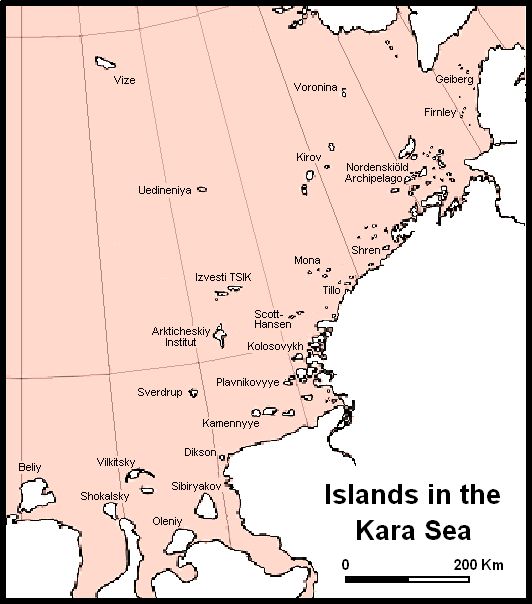
Eilanden en eilandengroepen in de Karazee